# Zbyny
Zbyny (ukr. Збини) – wieś na Ukrainie, w obwodzie zakarpackim, w rejonie mukaczewskim, w hromadzie Żdenijewo. W 2001 liczyła 221 mieszkańców, spośród których 219 wskazało jako ojczysty język ukraiński, a 2 rosyjski.